# Diadegma nervosae
Diadegma nervosae là một loài tò vò trong họ Ichneumonidae.